# Amblystegiaceae
Amblystegiaceae é uma família de musgos, com distribuição cosmopolita, que inclui 20-30 géneros com um total de cerca de 150 espécies, com distribuição natural pelas regiões tropicais, temperadas e subpolares.

## Descrição
São musgos de tamanho pequeno a grande, com cloração amarela, verde ou acastanhada. Alguns são aquáticos e outros terrestres. A maioria ocorre em habitats húmido. Muitos ocorrem em substratos com um pH básico, mas alguns crescem em substratos neutros a ácidos.

## Géneros
Na sua presente circunscrição taxonómica a família Amblystegiaceae inclui os seguintes géneros:
- Apterygium Kindb.1885
- Calliergidium Grout1929
- Calliergon (Sull.) Kindb.1894
- Campyliadelphus (Kindb.) R.S. Chopra1975
- Campylium (Sull.) Mitt.1869
- Conardia H. Rob.1976
- Cratoneuron (Sull.) Spruce1867
- Cratoneuropsis (Broth.) M. Fleisch.1923
- Acrocladium Mitt.1869
- Hygrohypnum Lindb.1872 [1873]
- Leptodictyum (Schimp.) Warnst.1906
- Loeskypnum H.K.G. Paul1918
- Platydictya Berk.1863
- Platyhypnum Loeske1911
- Platylomella A.L. Andrews1950
- Pseudocalliergon (Limpr.) Loeske1907
- Sasaokaea Broth.1929
- Sciaromiopsis Broth.1924
- Serpoleskea (Hampe ex Limpr.) Loeske1905
- Sinocalliergon Sakurai1949
- Sarmentypnum Tuom. & T.J. Kop.1979
- Pictus C.C. Towns.1983
- Koponenia Ochyra1985
- Hypnobartlettia Ochyra1985
- Sciaromiella Ochyra1986
- Ochyraea Váňa1986
- Richardsiopsis Ochyra1986
- Limprichtia Loeske1907
- Sanionia Loeske1907
- Hypnites Ettingsh.1855
- Neocalliergon R.S. Williams1930
- Sciaromiadelphus Abramova & I.I. Abramov1967
- Scorpidium (Schimp.) Limpr.1899
- Warnstorfia Loeske1907
- Donrichardsia H.A. Crum & L.E. Anderson1979
- Vittia Ochyra1987
- Hamatocaulis Hedenäs1989
- Callialaria Ochyra1989
- Palustriella Ochyra1989
- Gradsteinia Ochyra1990
- Protoochyraea Ignatov1990
- Orthotheciella (Müll. Hal.) Ochyra1998
- Campylidium (Kindb.) Ochyra2003
- Hygrohypnella Ignatov & Ignatova2004
- Campylophyllopsis W.R. Buck2009
- Pseudocampylium Vanderp. & Hedenäs2009
- Pseudoamblystegium Vanderp. & Hedenäs2009
- Straminergon Hedenäs1993
- Larrainia W.R. Buck2015
- Arvernella Hugonnot & Hedenäs2015
- Microhypnum Jan Kučera & Ignatov2019
- Amblystegium Schimp.1853 (e.g. Amblystegium serpens)
- Pseudohygrohypnum Kanda1976 [1977]
- Hygroamblystegium Loeske1903
- Drepanocladus (Müll. Hal.) G. Roth1899

## Links
- Amblystegiaceae. Montana Field Guide.